# لورينزو باتل ذ غراو
لورينزو باتل ذ غراو (بالإسبانية: Lorenzo Batlle) (و. 1810 – 1887 م) هو جندي، وسياسي من الأوروغواي ولد في مونتيفيديو.